# Sunday 8PM
Sunday 8PM est le second album du groupe de musique électronique Faithless, paru le 18 septembre 1998.
En 1998, une édition spéciale de l'album sortit aux Pays-Bas : "The Pinkpop Edition", qui inclut un CD bonus avec quatre enregistrements lives réalisés lors du Pinkpop de juin 1998. Les pistes bonus sont "God Is A DJ", "Bring My Family Back", "Do My Thing" et "If Lovin' You Is Wrong".
En 1999, l'album fut réédité et sortit sous le nom "Sunday 8PM/Sunday 3AM". Celui-ci contient un CD bonus de versions remixées.

## Pistes
1. The Garden – 4:27
2. Bring My Family Back (Feat. Rachael Brown) – 6:22
3. Hour Of Need (Feat. Rachael Brown) – 4:36
4. Postcards (Feat. Dido) – 4:01
5. Take The Long Way Home – 7:13
6. Why Go ? (Feat. Boy George) – 3:57
7. She's My Baby (Feat. Rachael Brown & Pauline Taylor) – 5:48
8. God Is a DJ – 8:01
9. Hem Of His Garment (Feat. Dido & Pauline Taylor) – 4:07
10. Sunday 8PM – 2:42
11. Killer's Lullaby"" – 6:10